# 동경 17도
동경 17도(東經17度)는 본초 자오선에서 동쪽으로 17도 떨어진 경선이다. 북극점에서 시작하여 북극해, 유럽, 아프리카, 대서양, 남극해, 남극을 거쳐 남극점에 이른다.
동경 17도는 서경 163도와 이어져 지구의 둘레를 이룬다. 북극점에서 남극점까지 동경 17도선은 다음 지역을 지나간다.
| 좌표                                                  | 나라, 지역, 해역      | 주석                                                    |
| ----------------------------------------------------- | --------------------- | ------------------------------------------------------- |
| 북위 90° 0′ 동경 17° 0′  / 북위 90.000° 동경 17.000°  | 북극해                |                                                         |
| 북위 79° 57′ 동경 17° 0′  / 북위 79.950° 동경 17.000° | 노르웨이              | 스발바르 제도의 스피츠베르겐섬                          |
| 북위 76° 36′ 동경 17° 0′  / 북위 76.600° 동경 17.000° | 대서양                | 노르웨이해                                              |
| 북위 69° 24′ 동경 17° 0′  / 북위 69.400° 동경 17.000° | 노르웨이              | 센야섬과 롤라섬, 본토                                   |
| 북위 67° 59′ 동경 17° 0′  / 북위 67.983° 동경 17.000° | 스웨덴                |                                                         |
| 북위 58° 37′ 동경 17° 0′  / 북위 58.617° 동경 17.000° | 발트해                |                                                         |
| 북위 57° 19′ 동경 17° 0′  / 북위 57.317° 동경 17.000° | 스웨덴                | 욀란드섬                                                |
| 북위 57° 6′ 동경 17° 0′  / 북위 57.100° 동경 17.000°  | 발트해                |                                                         |
| 북위 54° 38′ 동경 17° 0′  / 북위 54.633° 동경 17.000° | 폴란드                | 브로츠와프를 지나감                                     |
| 북위 50° 25′ 동경 17° 0′  / 북위 50.417° 동경 17.000° | 체코                  | 14km 정도                                               |
| 북위 50° 18′ 동경 17° 0′  / 북위 50.300° 동경 17.000° | 폴란드                | 9km 정도                                                |
| 북위 50° 13′ 동경 17° 0′  / 북위 50.217° 동경 17.000° | 체코                  |                                                         |
| 북위 48° 39′ 동경 17° 0′  / 북위 48.650° 동경 17.000° | 슬로바키아            | 브라티슬라바의 바로 서쪽을 지나감                       |
| 북위 48° 10′ 동경 17° 0′  / 북위 48.167° 동경 17.000° | 오스트리아            |                                                         |
| 북위 47° 42′ 동경 17° 0′  / 북위 47.700° 동경 17.000° | 헝가리                |                                                         |
| 북위 46° 13′ 동경 17° 0′  / 북위 46.217° 동경 17.000° | 크로아티아            |                                                         |
| 북위 45° 13′ 동경 17° 0′  / 북위 45.217° 동경 17.000° | 보스니아 헤르체고비나 |                                                         |
| 북위 43° 35′ 동경 17° 0′  / 북위 43.583° 동경 17.000° | 크로아티아            | 달마티아, 흐바르섬과 코르출라섬                         |
| 북위 42° 55′ 동경 17° 0′  / 북위 42.917° 동경 17.000° | 지중해                | 아드리아해 - 크로아티아 라스토보섬의 바로 동쪽을 지나감 |
| 북위 41° 5′ 동경 17° 0′  / 북위 41.083° 동경 17.000°  | 이탈리아              |                                                         |
| 북위 40° 30′ 동경 17° 0′  / 북위 40.500° 동경 17.000° | 지중해                | 타란토만                                                |
| 북위 39° 29′ 동경 17° 0′  / 북위 39.483° 동경 17.000° | 이탈리아              |                                                         |
| 북위 38° 56′ 동경 17° 0′  / 북위 38.933° 동경 17.000° | 지중해                |                                                         |
| 북위 31° 10′ 동경 17° 0′  / 북위 31.167° 동경 17.000° | 리비아                |                                                         |
| 북위 22° 59′ 동경 17° 0′  / 북위 22.983° 동경 17.000° | 차드                  |                                                         |
| 북위 7° 38′ 동경 17° 0′  / 북위 7.633° 동경 17.000°   | 중앙아프리카 공화국   |                                                         |
| 북위 3° 33′ 동경 17° 0′  / 북위 3.550° 동경 17.000°   | 콩고 공화국           |                                                         |
| 남위 1° 8′ 동경 17° 0′  / 남위 1.133° 동경 17.000°    | 콩고 민주 공화국      |                                                         |
| 남위 7° 15′ 동경 17° 0′  / 남위 7.250° 동경 17.000°   | 앙골라                |                                                         |
| 남위 17° 23′ 동경 17° 0′  / 남위 17.383° 동경 17.000° | 나미비아              | 빈트후크의 바로 서쪽을 지나감                           |
| 남위 28° 4′ 동경 17° 0′  / 남위 28.067° 동경 17.000°  | 남아프리카 공화국     | 노던케이프주                                            |
| 남위 29° 34′ 동경 17° 0′  / 남위 29.567° 동경 17.000° | 대서양                |                                                         |
| 남위 60° 0′ 동경 17° 0′  / 남위 60.000° 동경 17.000°  | 남극해                |                                                         |
| 남위 69° 40′ 동경 17° 0′  / 남위 69.667° 동경 17.000° | 남극                  | 퀸모드랜드, 노르웨이가 영유권을 주장한다.               |

## 같이 보기
- 동경 16도
- 동경 18도